# Jösse Göing
Jösse Göing, egentligen Sven-Göran Bengtsson, född 1 juni 1935 i Kristianstad, död 17 april 2004 i Örkeneds församling, var en svensk sångare och komiker. Han var yrkesverksam vid Konsum i Lönsboda i femtio år och blev känd för sin medverkan i lokalrevyer. Han medverkade på tre LP- eller CD-skivor, bland annat den egna Tjo vad det viftar, där han sjöng gamla skånska visor. Han var även återkommande gäst i lokalradion. Jösse Göing är begravd på Östra kyrkogården i Örkened.